# (1449) Virtanen
(1449) Virtanen est un astéroïde de la ceinture principale.

## Description
(1449) Virtanen est un astéroïde de la ceinture principale. Il fut découvert le 20 février 1938 à Turku par Yrjö Väisälä. Il présente une orbite caractérisée par un demi-grand axe de 2,22 UA, une excentricité de 0,14 et une inclinaison de 6,6° par rapport à l'écliptique.

## Compléments